# ديريك جيبسون (لاعب كرة قدم أمريكية)
ديريك جيبسون (بالإنجليزية: Derrick Gibson)‏ هو لاعب كرة قدم أمريكية أمريكي، ولد في 22 مارس 1979 في ميامي في الولايات المتحدة.

## وصلات خارجية
- ديريك جيبسون على موقع مرجع كرة القدم المحترفة.كوم (الإنجليزية)